# Таємниця Дімки Кармія
«Таємниця Дімки Кармія» (рос. Тайна Димки Кармия) — радянський повнометражний пригодницький художній фільм 1960 року режисера Бориса Митякіна знятий в Україні на Одеській кіностудії.
Фільм вийшов в прокат в УРСР у 1960 році з українським дубляжем від Одеської кіностудії.

## Сюжет
Семикласник Дмитро — син капітана сейнера «Ставрида», — мріє про море. Він таємно організував свою бригаду, до якої увійшли його найкращі друзі. Вони вирішили дослідити острів Дельфіній, повісити там прапор і оголосити його своїм. Як же вони були здивовані, коли припливши до «своїх володінь», вони побачили дівочий табір, який очолювала сестра Дімки.

## У ролях
- Микола Майборода — Дімка
- Галина Деркач — Зіна
- Юрій Єлін — Сєня
- С. Першин — Вадя
- С. Прокоф'єв — Сашко
- Ніна Іванова — Ксеня Пилипівна
- Павло Усовніченко — Йосип Кармій
- Іван Живаго — Федір Любєзний
- Михайло Трояновський — Сава Петрович
- Сергій Сібель — кок
- С. Єрмолинець — Робінзон

## Творча група
- Автор сценарію: Олександр Батров
- Режисер-постановник: Борис Митякін
- Оператор-постановник: Василь Симбірцев
- Художник-постановник: Сергій Жаров
- Композитор: Дмитро Клебанов
- Режисер: О. Мілюков
- Текст пісень: В. Бершадського
- Звукооператор: В. Ільченко
- Художник по костюмах: Олександра Конардова
- Гример: Є. Тимофєєва
- Монтажер: Н. Кардаш
- Редактор: Ілля Жига
- Комбіновані зйомки: оператор — Борис Мачерет, художник — І. Міхельс
- Директор картини: Л. Кудряшов

## Український дубляж
Фільм дубльовано українською в 1960 році на Одеській кіностудії.
| Фільми Радянського Союзу | Це незавершена стаття про радянський фільм. Ви можете допомогти проєкту, виправивши або дописавши її. |